# Shirley Valentine
Shirley Valentine is een Britse film van Lewis Gilbert die uitgebracht werd in 1989. Het scenario van Willy Russell is gebaseerd op diens gelijknamige toneelstuk uit 1986 over een huisvrouw die teleurgesteld is in het leven en zich niet meer gewaardeerd voelt. Daar komt verandering in door een vakantieliefde.
De hoofdrol wordt vertolkt door Pauline Collins die dezelfde rol reeds had vertolkt in theaters in Londen en in het Broadwaytheater in New York. Ze praat in de film regelmatig tegen de camera.

## Verhaal
Shirley Valentine is een gehuwde veertigster die in de buitenwijken van Liverpool woont. Ze is al jarenlang huisvrouw en voelt zich de laatste tijd nog enkel de huissloof van haar man. Ze voelt zich niet meer gelukkig: haar leven gaat zonder de minste afwisseling voorbij, ze is de dagelijkse sleur beu. Ze wordt niet bepaald vrolijk als ze terugblikt op haar leven. Ze dagdroomt over hoe haar leven er had kunnen uitzien.
Op een dag wint haar vriendin een reis voor twee personen naar Griekenland. Ze nodigt Shirley uit haar te vergezellen. Shirley hapt niet direct toe maar beslist dan toch om op dit aantrekkelijk voorstel in te gaan. Haar vakantie in Griekenland kikkert haar op: ze proeft met volle teugen van het vrije leven.
Haar vriendin gaat voor een vakantieliefde en zelf begint ze haar reisgenoten, die de stereotiepe toerist uithangen, met andere ogen te zien. Ze krijgt een romance met Costas Dimitriades die haar nieuw zelfvertrouwen geeft. Als de groep teruggaat besluit ze te blijven en een baantje te nemen in het restaurant van Costas, die overigens alweer aan het versieren is geslagen. Haar man is kwaad als hij haar niet op het vliegveld treft en belt haar meermaals op. Ze blijft, geniet van het leven daar, van de sfeer van het land en de charmes van zijn inwoners en uiteindelijk komt haar man naar haar toe. Ze is zo veranderd dat hij haar eerst niet eens herkent. Samen drinken ze wijn met uitzicht over de zee.

## Rolverdeling
| Acteur          | Personage          |
| --------------- | ------------------ |
| Pauline Collins | Shirley Valentine  |
| Tom Conti       | Costas Dimitriades |
| Julia McKenzie  | Gillian            |
| Alison Steadman | Jane               |
| Joanna Lumley   | Marjorie Majors    |
| Sylvia Syms     | schoolhoofd        |
| Bernard Hill    | Joe Bradshaw       |
| George Costigan | Dougie             |
| Anna Keaveney   | Jeanette           |
| Tracie Bennett  | Millandra Bradshaw |

## Trivia
- Er zijn meerdere versies van de film, met kleine aanpassing, waarin o.a. het taalgebruik van Costas Dimitriades is aangepast om zo een gekuister versie te maken.
- De Griekse scènes werden opgenomen op het Cycladeneiland Mykonos.